# Sinodo diocesano nivariense
Il sinodo diocesano nivariense è stato un incontro di natura irregolare del clero e dei laici della diocesi di San Cristóbal de La Laguna (Isole Canarie, Spagna). È stato il primo sinodo diocesano, nella storia di questa diocesi eretta nel 1819 da papa Pio VII e chiamata anche  diocesi di Tenerife o diocesi Nivariense, da cui il nome del Sinodo.

## Storia

### Chiamata
Il 15 agosto 1995 festa della Vergine della Candelaria (patrona delle Isole Canarie), l'allora vescovo della diocesi Felipe Fernández García annuncia ufficialmente la convocazione del primo sinodo diocesano nella storia della diocesi, essere accolti con grande ovation dai fedeli riuniti nella piazza della Basilica di Candelaria.

### Preparazione
Il 14 settembre dello stesso anno, la festa di Cristo de La Laguna, la lettera pastorale è stata pubblicata. Promuovere Sinodo consultare ampiamente sui temi e preparare lo Statuto del Sinodo: Quel giorno la ante-Commissione, composta da 40 persone che pagano con viene creato. Il tema scelto è stato:  Rinnovo, comunione e missione. Durante questo periodo sono state condotte anche indagini diocesani.
Il 17 giugno 1996, il presidenza del Consiglio e inizi di luglio il vescovo ha deciso i dieci temi generali che costituiranno la base di studio per preparare il sinodo.

### Apertura e sviluppo del Sinodo
Il sinodo è stato ufficialmente inaugurato il 31 maggio 1998 (festa di Pentecoste) nella cattedrale de La Laguna. La sera si è tenuta presso la chiesa della Concezione di La Laguna una veglia di preghiera guidata dal vescovo emerito Damián Iguacén Borau e il vescovo Felipe Fernández.
Da quel momento, l'assemblea sinodale per diversi mesi scorrono otto sessioni intense. Gli obiettivi principali discussi sono stati: La corretta comprensione del Concilio Vaticano II, di un modo completo e sistematico. L'entrata al terzo millennio della nascita di Cristo con un rinnovamento spirituale della diocesi. Esecuzione per la prima volta un sinodo diocesano. Dare adeguato a profondi cambiamenti sociali, politici e culturali che influenzano la risposta alla vita religiosa. Oltre ad altre questioni, come la famiglia, le strutture diocesane e la chiesa e la gioventù sono stati trattati.
Dato che era un sinodo di livello diocesano, ha partecipato sacerdoti e laici di tutte le isole che compongono la diocesi di San Cristóbal de La Laguna, ovvero le isole di Tenerife, La Palma, La Gomera e El Hierro.

### Costituzioni sinodali
Il 2 febbraio 1999, festa della Vergine di Candelaria, vescovo Felipe Fernández García ha firmato le 846 costituzioni sinodali nella basilica di Nostra Signora della Candelaria.

### Chiusura
Il 8 dicembre 1999 (festa della Immacolata Concezione) è stato chiuso il sinodo nella cattedrale di La Laguna. Quella mattina si svolge una giornata con la preghiera del mattino in diversi templi della città di San Cristóbal de La Laguna: La chiesa della Concezione, la parrocchia di San Giovanni Battista, la Parrocchia di Domenico di Guzmán e convento di Chiara d'Assisi.
Una solenne processione dalla piazza del Adelantado alla cattedrale, presieduta dal vescovo della diocesi di Felipe Fernández García, vescovo emerito Damián Iguacén Borau e l'arcivescovo di Saragozza e presidente della Conferenza episcopale spagnola Elías Yanes Álvarez.
Dopo si è svolta la cerimonia di chiusura solenne del sinodo, dopo di che il vescovo Felipe Fernández ha letto il decreto di chiusura e una benedizione di papa Giovanni Paolo II.
Attualmente, questo Sinodo è considerato uno dei più importanti eventi storici della storia della diocesi di San Cristóbal de La Laguna e la storia della Chiesa cattolica nelle Isole Canarie.